# آکسبریج (لندن)
longitudeآکسبریج (لندن)latitudeآکسبریج (لندن)
آکسبریج (به انگلیسی: Uxbridge) یک ناحیه در لندن است که در منطقه هیلینگدون لندن واقع شده‌است.این منطقه از امن ترین مناطق لندن است.

## خصوصیات
اوکسبریج ۲۶٬۰۲۷ نفر جمعیت دارد.